# Édouard Vanzeveren
Édouard Vanzeveren est un nageur français né le 27 avril 1905 à Melbourne et mort le 12 mai 1948 à Tourcoing.
Il est membre de l'équipe de France aux Jeux olympiques d'été de 1924, prenant part aux séries du 100 mètres nage libre du 400 mètres nage libre et du 4x200 mètres nage libre.
Il est champion de France du 100 mètres nage libre en 1926 et détient le record de France de natation messieurs du 50 mètres nage libre du 4 mai 1924 au 1er juin 1924 avec un temps de 28 s 8.
En club, il a été licencié aux Enfants de Neptune de Tourcoing.